# Episparis sejunctata
Episparis sejunctata là một loài bướm đêm trong họ Erebidae.